# هال بي. جينينغز
هال بي. جينينغز (بالإنجليزية: Hal B. Jennings)‏ هو طبيب عسكري أمريكي، ولد في 26 أغسطس 1915 في بلدة سينيكا في الولايات المتحدة، وتوفي في 12 فبراير 2008.